# Am Markt 7 (Wittenburg)

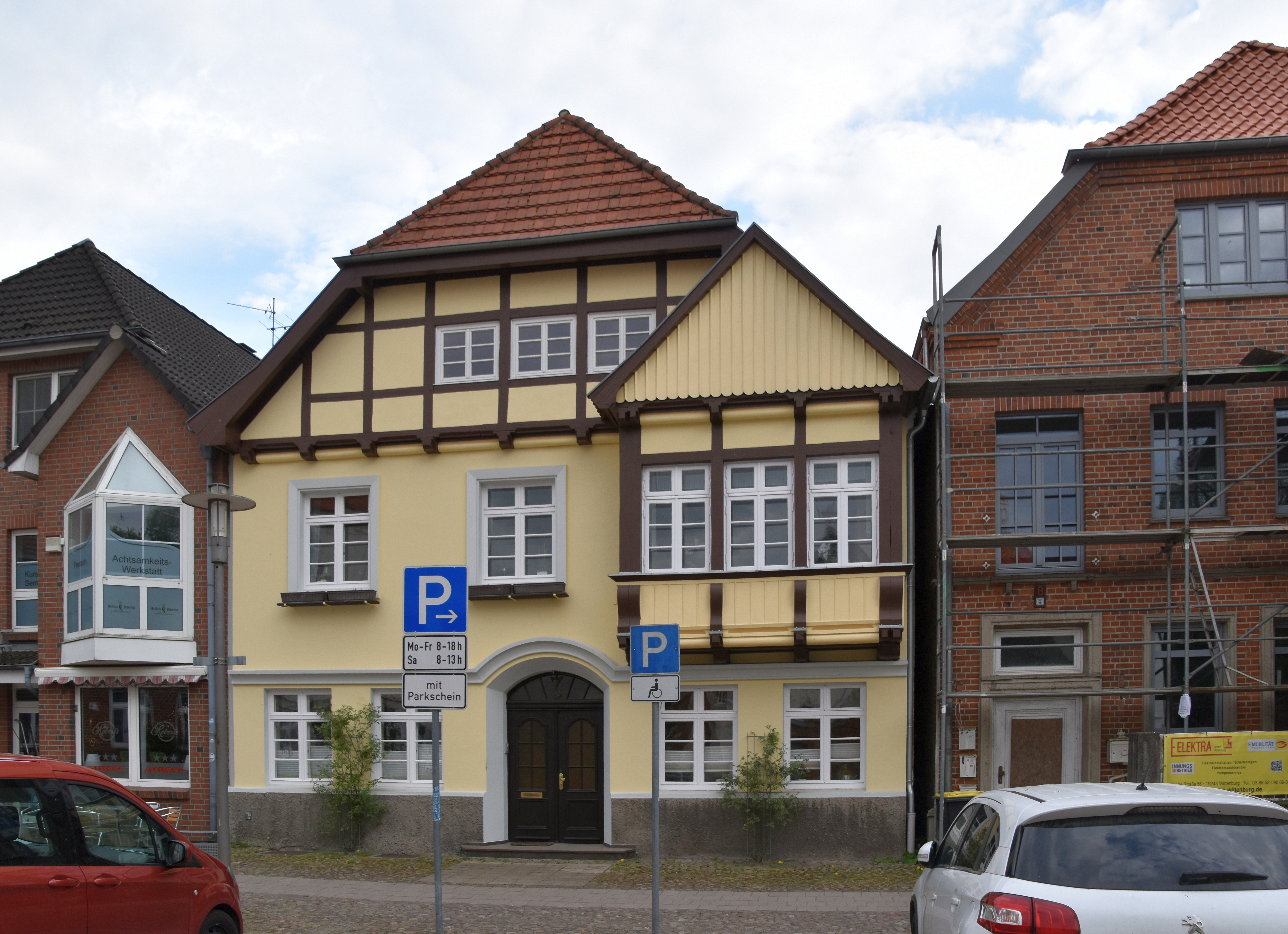
Am Markt 7 (2022)

Das Wohnhaus Markt 7 in Wittenburg (Mecklenburg-Vorpommern) stammt von um 1920. 
Das Gebäude steht unter Denkmalschutz.

## Geschichte
Die Stadt Wittenburg mit 6303 Einwohnern (2020) wurde 1194 erstmals als provincie erwähnt und 1230 als civitas (Stadt). 
Das zweigeschossige verputzte Giebelhaus mit einem Krüppelwalmdach, dem prägenden Erker und dem Fachwerk im Giebel und im Erker wurde um 1920 gebaut. Im Baustil werden traditionelle Elemente wie die Utlucht aufgegriffen.
Das Haus wurde im Rahmen der Städtebauförderung saniert. Im Haus wirken heute eine Kanzlei und Dienstleister.